# An Ideal for Living
An Ideal for Living (рус. «Жизненный идеал») — дебютный мини-альбом британской рок-группы Joy Division. Все песни для альбома были записаны 14 декабря 1977 года в графстве Большой Манчестер, в Pennine Sound Studios. Мини-альбом вышел в начале июня 1978 года, после того, как группа Warsaw сменила своё название на Joy Division, под которым вошла в историю, как одна из самых влиятельных независимых британских групп. Все песни с альбома были повторно выпущены в 1988 году на сборнике Substance.

## Обложка
Авторство обложки пластинки принадлежит Бернарду Самнеру. Оформление несёт в себе явный эпатажный характер — на обложке был изображен парень в форме молодёжной организации Гитлерюгенд, а во внутреннем развороте помещено изображение немецкого солдата, нацелившего автомат на ребёнка из гетто.

## Критика и влияние
Звучание пластинки было типичным панк-роком того времени, нехарактерным для всех последующих записей группы. В композициях ещё прослеживалось влияние постпанка. Мини-альбом Был встречен критиками довольно холодно. Рецензент Allmusic, Дэвид Клири, отмечал, что качество звука и постановочные достоинства релиза очень примитивны. Из всех композиций пластинки, особо выделяется песня «No Love Lost», в которой присутствует эффект эха и переход звука между каналами. Также песня характерна необычным построением ритмического рисунка. Лирика многих композиций навеяна различными литературными произведениями.
Песня из этого мини-альбома, «Leaders of Men», звучит в фильме «Горячие новости» (2009).

## Список композиций
1. «Warsaw» — 2:26
2. «No Love Lost» — 3:42
3. «Leaders of Men» — 2:34
4. «Failures» — 3:44

## Участники записи
- Иэн Кёртис — вокал
- Бернард Самнер — гитара
- Питер Хук — бас-гитара
- Стивен Моррис — барабаны